# Municipio de Washington (condado de Miami, Indiana)
El municipio de Washington (en inglés: Washington Township) es un municipio ubicado en el condado de Miami en el estado estadounidense de Indiana. En el año 2010 tenía una población de 3493 habitantes y una densidad poblacional de 47,52 personas por km².

## Geografía
Según la Oficina del Censo de los Estados Unidos, tiene una superficie total de 73.51 km², de la cual 72,84 km² corresponden a tierra firme y (0,91 %) 0,67 km² es agua.

## Demografía
Según el censo de 2010, había 3493 personas residiendo. La densidad de población era de 47,52 hab./km². De los 3493 habitantes, estaba compuesto por el 93,96 % blancos, el 1,89 % eran afroamericanos, el 0,6 % eran amerindios, el 0,4 % eran asiáticos, el 0,52 % eran de otras razas y el 2,63 % eran de una mezcla de razas. Del total de la población el 2,12 % eran hispanos o latinos de cualquier raza.